# Baba Yarastadion
Het Baba Yarastadion is een voetbalstadion de Ghanese stad Kumasi. Het is het grootste stadion van Ghana met een capaciteit van ruim 40.000 toeschouwers. Het stadion wordt vooral gebruikt voor voetbalwedstrijden, maar zou ook kunnen worden ingezet voor atletiekwedstrijden. De voetbalclub Asante Kotoko speelt er zijn thuiswedstrijden. Het stadion is vernoemd naar Baba Yara (1936–1969), een voetbal die voor Asante Kotoko speelde tussen 1955 en 1961. 

## Internationale toernooien

### Afrikaans kampioenschap voetbal 1978
In 1978 werden in dit stadion voetbalwedstrijden voor de Afrika Cup van dat jaar gespeeld. Toen nog onder de naam Kumasi Sports Stadium. Alle wedstrijden in poule B werden in dit stadion gespeeld. In de knock-outfase werd ook 1 wedstrijd afgewerkt, een kwartfinale.
| № | Datum         | Wedstrijd                   | Uitslag | Afrika Cup 2000 | Toeschouwers |
| - | ------------- | --------------------------- | ------- | --------------- | ------------ |
| 1 | 6 maart 1978  | Marokko – Tunesië           | 1 – 1   | Groepsfase      |              |
| 2 | 6 maart 1978  | Oeganda – Congo-Brazzaville | 3 – 1   | Groepsfase      |              |
| 3 | 9 maart 1978  | Tunesië – Oeganda           | 3 – 1   | Groepsfase      | 50.000       |
| 4 | 9 maart 1978  | Marokko – Congo-Brazzaville | 1 – 0   | Groepsfase      | 50.000       |
| 5 | 11 maart 1978 | Congo-Brazzaville – Tunesië | 0 – 0   | Groepsfase      | 20.000       |
| 6 | 11 maart 1978 | Oeganda – Marokko           | 3 – 0   | Groepsfase      | 20.000       |
| 7 | 14 maart 1978 | Oeganda – Nigeria           | 2 – 1   | Halve finale    | 10.000       |

### Afrikaans kampioenschap voetbal 2000
In 2000 werden in dit stadion voetbalwedstrijden voor de Afrika Cup van dat jaar gespeeld. Toen nog onder de naam Kumasi Sports Stadium. Bijna alle wedstrijden in poule B werden in dit stadion gespeeld. In de knock-outfase werd ook 1 wedstrijd afgewerkt, een kwartfinale.
| № | Datum           | Wedstrijd                    | Uitslag | Afrika Cup 2000 | Toeschouwers |
| - | --------------- | ---------------------------- | ------- | --------------- | ------------ |
| 1 | 23 januari 2000 | Zuid-Afrika – Gabon          | 1 – 1   | Groepsfase      | 20.000       |
| 2 | 24 januari 2000 | Congo-Kinshasa – Algerije    | 0 – 0   | Groepsfase      | 7.000        |
| 3 | 27 januari 2000 | Zuid-Afrika – Congo-Kinshasa | 1 – 0   | Groepsfase      | 3.500        |
| 4 | 29 januari 2000 | Algerije – Gabon             | 3 – 1   | Groepsfase      | 5.000        |
| 5 | 31 januari 2000 | Ghana – Ivoorkust            | 0 – 2   | Groepsfase      | 40.000       |
| 6 | 2 februari 2000 | Zuid-Afrika – Algerije       | 1 – 1   | Groepsfase      | 2.000        |
| 7 | 6 februari 2000 | Zuid-Afrika – Ghana          | 1 – 0   | Kwartfinale     | 40.000       |

### Afrikaans kampioenschap voetbal 2008
In 2008 werden in dit stadion voetbalwedstrijden voor de Afrika Cup van dat jaar gespeeld. Bijna alle wedstrijden in poule C werden in dit stadion gespeeld. In de knock-outfase werden ook 3 wedstrijden afgewerkt, waaronder de troostfinale. 
| № | Datum           | Wedstrijd             | Uitslag | Afrika Cup 2008 | Toeschouwers |
| - | --------------- | --------------------- | ------- | --------------- | ------------ |
| 1 | 22 januari 2008 | Egypte – Kameroen     | 4 – 2   | Groepsfase      | 42.000       |
| 2 | 22 januari 2008 | Soedan – Zambia       | 0 – 3   | Groepsfase      | 35.000       |
| 3 | 26 januari 2008 | Kameroen – Zambia     | 5 – 1   | Groepsfase      | 10.000       |
| 4 | 26 januari 2008 | Egypte – Soedan       | 3 – 0   | Groepsfase      | 15.000       |
| 5 | 30 januari 2008 | Egypte – Zambia       | 1 – 1   | Groepsfase      | 2.000        |
| 6 | 31 januari 2008 | Senegal – Zuid-Afrika | 1 – 1   | Groepsfase      | 15.000       |
| 7 | 4 februari 2008 | Tunesië – Kameroen    | 2 – 3   | Kwartfinale     | 15.000       |
| 8 | 7 januari 2008  | Ivoorkust – Egypte    | 1 – 4   | Halve finale    | 30.000       |
| 9 | 9 januari 2008  | Ghana – Ivoorkust     | 4 – 2   | Troostfinale    | 40.000       |